# G급 및 H급 구축함
G급 및 H급 구축함은 영국 왕립 해군을 위해 1930년대에 건조된 18척의 구축함으로 구성된 그룹이다. 1939년 제2차 세계 대전이 시작될 때 브라질 해군을 위해 건조 중이던 6척의 추가 함선은 영국에 의해 구매되어 하반트급으로 명명되었다. 이 설계는 아르헨티나 해군과 그리스 왕립 해군을 위해 건조된 다른 함선들과 함께 주요 수출 성공을 거두었다. 완공 후 이들은 지중해 함대에 배속되어 1936년부터 1939년까지 스페인 내전 중 스페인 내전 불간섭 협정을 이행했다.
1939년 10월부터 11월까지 파시스트 이탈리아가 제2차 세계 대전에 개입하지 않을 것이 분명해진 후, 대부분의 함선은 귀국하거나 북대서양으로 파견되었다. 그 후 이들은 호위를 수행하고 독일의 잠수함과 통상 파괴함을 순찰하기 시작했다. 두 척은 전쟁 시작 후 6개월 만에 독일 기뢰에 의해 손실되었다. 노르웨이 전역 중 3척이 더 손실되었으며, 1척은 독일 순양함과의 전투에서, 2척은 1940년 4월 제1차 나르비크 해전에서 손실되었다. 프랑스 공방전은 5월부터 6월까지 구축함들에게 다음 시험대였으며, 많은 G급 및 하반트급 함선이 됭케르크 철수와 서프랑스에서 연합군 병력의 후속 철수에 참여했다. 세 척의 함선이 침몰되었는데, 두 척은 폭탄에 의해, 다른 한 척은 어뢰에 의해 침몰되었다. 대부분의 H급 함선은 무솔리니가 프랑스를 공격하기로 결정할 경우를 대비하여 5월에 지중해로 파견되었고, 살아남은 G급 함선의 대부분은 7월에 지브롤터의 H부대로 파견되었다. 그 중 두 척, 그리핀와 그레이하운드는 다카르 해전에 참여한 후 동급 함선과 함께 지중해 함대에 배속되었다. 연말까지 이들 함선은 이탈리아 왕립 해군과의 여러 전투에 참여하여 이탈리아 기뢰와 어뢰에 두 척을 잃었지만, 두 척의 이탈리아 잠수함을 격침시켰다. 하반트급은 전쟁 대부분을 북대서양에서 호위 임무를 수행했으며, 독일 잠수함에 의해 절반을 잃었지만, 전쟁이 끝날 때까지 6척을 격침시키는 데 기여했다.
지중해 함대의 G급 및 H급 함선은 수많은 몰타 선단을 호위했으며, 1941년 3월 마타판곶 해전에 참여했고, 5월부터 6월까지 그리스 전투에서 그리스와 크레타에서 병력 철수를 지원했으며, 두 척은 독일 폭격기에 의해 손실되었고, 다른 한 척은 너무 심하게 손상되어 나중에 손상 전손으로 판정되었다. 연말까지 이들은 세 척의 잠수함을 격침시켰는데, 두 척은 이탈리아, 한 척은 독일 잠수함이었다. 1942년 3월 제2차 시르테 만 해전에 H급 함선 세 척이 참여했는데, 그 중 한 척이 손상되었다. 공습으로 추가 손상을 입은 이 함선은 지브롤터로 이동하라는 명령을 받았고, 이동 중 좌초되어 파괴해야 했다. 또 다른 한 척은 6월 비거러스 작전 중 어뢰 공격을 받아 손실되었다. 이들 함선은 1942년 동안 두 척의 잠수함을 더 격침시켰고, 세 척의 구축함은 그 해 말과 1943년 초에 호위 구축함으로 개조되기 시작했다. 살아남은 G급 및 H급 함선 네 척 중 두 척은 개조 중 캐나다 왕립 해군 (RCN)으로 이전되었다. 살아남은 모든 함선은 1943년 북대서양에서 호위 임무를 수행하는 하반트급 의자매함과 합류했다.
1944년에는 한 척이 지중해로 파견되었고, 다른 세 척은 오버로드 작전 준비를 위해 영국으로 이전되었다. 이들 함선은 1944년에 독일 잠수함 5척을 격침시켰고, 1945년에는 한 척을 더 격침시켰다. 마모되고 구식화된 생존 함선들은 전쟁 후 선박 해체되거나 매각되었다.

## 설계 및 설명 (G급 및 H급)
G급은 1933년 해군 건조 계획의 일부로 주문되었고, H급은 1934년에 뒤따랐다. 이들 함선은 이전의 F급을 기반으로 했지만, 순항 터빈의 제거와 더 소형화된 기계류의 개발로 인해 치수와 배수량이 약간 줄어들 수 있었다. H급은 약간의 차이가 있는 G급의 반복이었다. 모든 구축함은 ASDIC (소나)와 2단계 구축함 소해 (TSDS) 소해정 장비를 사용할 수 있는 능력을 갖추고 있었다.
G급 및 H급 구축함은 표준 부하에서 1,340–1,350 롱톤 (1,360–1,370 t)의 배수량을 가지며, 만재 배수량에서 1,854–1,860 롱톤 (1,884–1,890 t)의 배수량을 가졌다. 이들 함선은 전체 길이가 323 피트 (98.5 m)이고, 선폭이 33 피트 (10.1 m)이며, 흘수가 12 피트 6 인치 (3.8 m)였다. 평시 승무원은 137명의 장교와 수병으로 구성되었으며, 전 시에는 146명으로 증가할 계획이었다. 이들 함선은 건조 당시 복원성 한계에 있었으며, 해군 건설국장은 동일한 양의 무게를 제거하지 않고는 상단 무게를 추가해서는 안 된다고 생각했다.
이들은 두 개의 파슨스 기어드 증기 터빈으로 구동되었으며, 각 터빈은 하나의 추진축을 구동하고, 300 psi (2,068 kPa; 21 kgf/cm2)의 압력과 620 °F (327 °C)의 온도에서 작동하는 세 개의 해군성 3드럼 보일러에서 제공하는 증기를 사용했다. 하이페리온는 후방 보일러실에 하나의 존슨 보일러가 장착되었다. 터빈은 총 34,000 축마력 (25,000 kW)를 개발하여 최대 속도 35.5 노트 (65.7 km/h; 40.9 mph)를 낼 수 있었다. 구축함은 최대 450–475 롱톤 (457–483 t)의 연료유를 적재하여 15 노트 (28 km/h; 17 mph)의 속도에서 5,500 해리 (10,200 km; 6,300 mi)의 항속 거리를 가졌다.
모든 함선은 동일한 주 무장인 속사 (QF) 4.7-인치 (120 mm) 마크 IX 포 4문을 단장 포가에 장착했으며, 앞쪽부터 뒤쪽으로 'A', 'B', 'X', 'Y'로 지정되었다. 이 포는 최대 40°의 고각을 가졌다. G급은 포가 주변의 갑판이 낮아진 부분인 "우물"을 사용하여 이것을 달성했으며, 이것은 포의 후미를 갑판 높이 아래로 낮출 수 있도록 허용했다. 그러나 H급에 사용된 새로운 포가는 서투른 "우물" 없이 그 고각에 도달하도록 설계되었다. 이들은 50-파운드 (23 kg)의 포탄을 2,650 ft/s (810 m/s)의 포구 속도로 발사하여 16,970 야드 (15,520 m)의 사거리를 가졌다. 히어워드는 트라이벌 및 J급, K급, N급에 사용된 쌍열 4.7인치 포가의 테스트베드 역할을 했으며, 'B' 포를 일시적으로 교체했다. 대공전 방어를 위해 이들은 QF 0.5인치 비커스 Mk III 기관총용 4연장 포가 두 개를 굴뚝 사이의 플랫폼에 장착했다. G급 및 H급 함선은 21인치 (533 mm) 어뢰발사관용 4연장 포가 두 개가 장착되었지만, 글로우웜는 새로운 5연장 포가를 시험했다. 이들 함선은 또한 20개의 폭뢰를 위한 두 개의 발사기와 한 개의 랙을 갖추고 있었다.
주포는 수동 조작 지령탑과 별도의 거리 측정기에서 도출된 데이터를 사용한 해군성 화력 제어 시계 Mk I로 제어되었다. 이들은 대공 사격 능력이 없었고, 대공포는 오로지 눈으로만 조준되었다. 히어로와 히어워드는 새로운 스타일의 선교가 도입되었으며, 이는 I급부터 1944년 배틀급까지 모든 영국 왕립 해군 함대 구축함의 표준이 되었다. 히어워드는 이전 무기보다 13 인치 (33.0 cm) 더 높은 트러니언 높이를 가진 시제품 쌍포가 장착되었기 때문에 조타실을 높여 조타수가 그 위를 볼 수 있도록 해야 했다. 조타실을 높이는 것은 선교 아래가 아닌 앞에 배치해야 했으며, 경사면을 가지고 있어 경사진 지붕이 있는 특징적인 쐐기 모양을 만들었다.

### 전시 개조
1940년 5월부터 후방 어뢰 발사관이 제거되고 QF 12파운드 Mk V 대공포로 교체되었으며, 포의 시야를 개선하기 위해 후방 마스트와 굴뚝이 낮춰졌다. 살아남은 함선에는 4~8문의 QF 20 mm 오리콘 기관포가 추가되었으며, 일반적으로 굴뚝 사이의 .50구경 기관총 포가를 대체했다. 이 중 한 쌍은 선교 날개에 추가되었고, 다른 한 쌍은 탐조등 플랫폼과 나란히 장착되었다. 전쟁 초기에는 폭뢰 적재량이 44개로 증가했다. 1943년까지 네 척만이 떠 있었고, 모든 함선은 추가 폭뢰 적재와 두 개의 추가 폭뢰 발사기를 수용하기 위해 후갑판의 'Y' 포가 제거되었다. 짧은 주 마스트에 허프더프 방향탐지기를 설치하고 더 많은 폭뢰를 수용하기 위해 12파운드 포가 제거되었다. 갈런드를 제외한 모든 생존 함선은 'A' 또는 'B' 포가 헤지호그 대잠 스피곳 박격포로 교체되었고, 선교 위의 지령탑과 거리 측정기가 Type 271 표적 지시 레이더와 교체되었다. 'A' 포는 나중에 핫스퍼에서 교체되었고, 히어로는 'B' 포를 헤지호그와 QF 6파운드 호치키스포 쌍포가로 교체하여 아주 근거리에서 U보트에 사용했다. Type 286 단거리 해상 탐색 레이더는 영국 왕립 공군의 ASV 레이더에서 개조되어 추가되었다. 그러나 초기 모델은 오직 정면만을 탐색할 수 있었고, 전체 함선을 돌려 조준해야 했다.

### 전대 지휘함

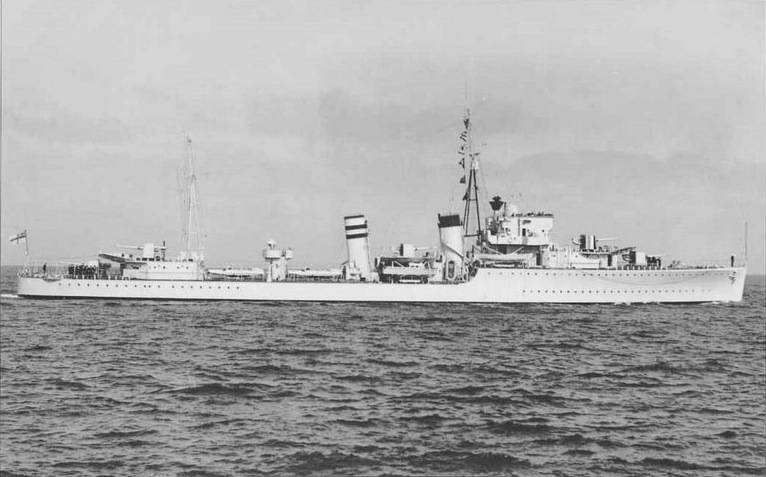
하디, 1936년

E급 및 F급과 마찬가지로 전대 지휘함은 확장된 설계로 건조되었으며, 굴뚝 사이에 'Q' 위치에 다섯 번째 4.7인치 포를 포함하고, F급 지휘함인 포크너를 기반으로 했다. 그렌빌은 컴팩트한 야로식 측면 화력 보일러를 사용했기 때문에 하디보다 짧고 무거웠으며, 하디는 약간 더 넓었다. 이들은 표준 부하에서 1,445–1,465 롱톤 (1,468–1,489 t)의 배수량을 가지며, 만재 부하에서 1,953–2,033 롱톤 (1,984–2,066 t)의 배수량을 가졌다. 이들 함선은 전체 길이가 330–337 피트 (100.6–102.7 m)이고, 선폭이 33.75–34 피트 (10.3–10.4 m)이며, 흘수가 12 피트 6 인치 (3.8 m)였다. 이들 함선은 구축함 전대장의 인원을 포함하여 총 175명의 인원을 수용했다. 이들의 터빈은 단함보다 2,000 shp (1,500 kW) 더 강력했으며, 이는 0.5 노트 (0.93 km/h; 0.58 mph) 더 빠르게 만들었다. 추진 기계는 그렇지 않으면 동일했다. 두 함선 모두 전시 초기에 손실되었으며, 따라서 어떠한 개조도 받지 않았다.

## 하반트급
하반트급은 1938년 브라질을 위해 건조되었고, 1939년 9월 5일에 징발되었다. 이들은 대잠 임무에 최적화되었으며, 'Y' 포 없이 완공되었고, 총 110개의 폭뢰를 위한 8개의 발사기와 3개의 랙을 갖추고 있었다. 의자매함과 달리, 이들은 선교 위에 결합된 거리 측정기-지령기가 장착되었다. 전시 개조는 다른 G급 및 H급 함선과 유사하게 후방 어뢰 발사관이 12파운드 대공포로 교체되었고, 선교 날개에 20 mm 오리콘포가 추가되었으며, Type 286 레이더가 설치되었다. 나중에 개조에서는 .50구경 기관총이 한 쌍의 오리콘포로 교체되었고, 거리 측정기-지령기를 대체하는 Type 271 레이더가 추가되었으며, 'A' 포는 헤지호그로 대체되었고, 12파운드 포는 더 많은 폭뢰 적재를 위해 제거되었으며, HF/DF 마스트가 후방에 설치되었다.

## 함선

### 영국 왕립 해군

#### G급

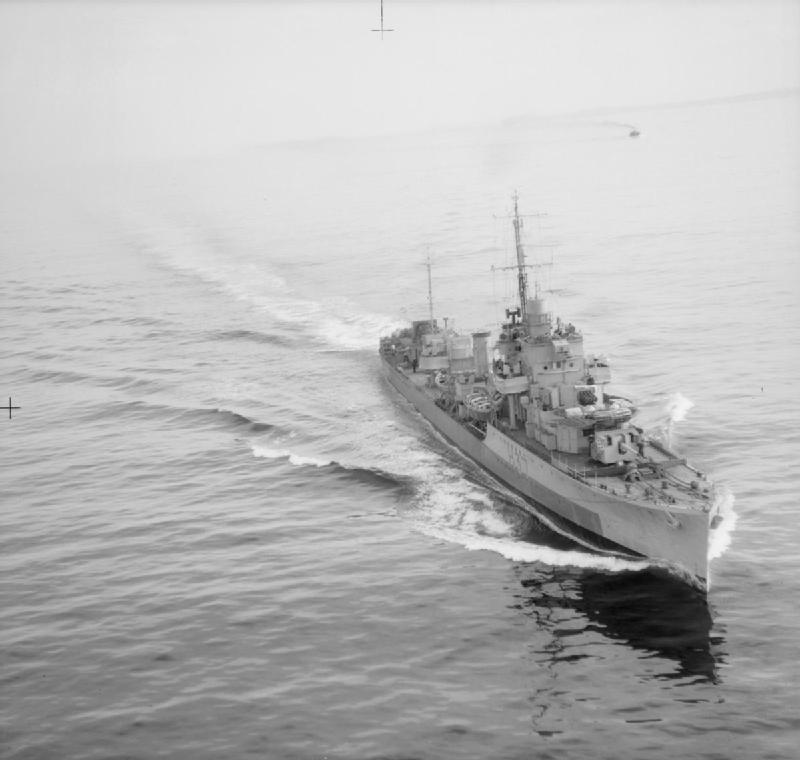
저속으로 항해하는 갈런드의 공중 모습

| 함선                 | 건조사                                 | 기공            | 진수             | 완성            | 운명                                                                        |
| -------------------- | -------------------------------------- | --------------- | ---------------- | --------------- | --------------------------------------------------------------------------- |
| 갈런트               | 알렉산더 스테픈 앤 선즈, 린토스        | 1934년 9월 15일 | 1935년 9월 26일  | 1936년 2월 25일 | 독일 폭격기에 의해 난파, 1941년 1월 20일 건설 전손으로 판정                 |
| 갈런드               | 페어필드 조선 및 엔지니어링 회사, 고반 | 1934년 8월 22일 | 1935년 10월 24일 | 1936년 3월 3일  | 1947년 11월 14일 네덜란드 왕립 해군에 매각되어 연습선으로 개조, 1964년 해체 |
| 집시                 | 페어필드 조선 및 엔지니어링 회사, 고반 | 1934년 9월 4일  | 1935년 11월 7일  | 1936년 2월 22일 | 기뢰에 의해 침몰, 1939년 11월 21일                                          |
| 글로우웜             | 존 I. 소니크로프트 앤 컴퍼니, 울스턴   | 1934년 8월 15일 | 1935년 7월 22일  | 1936년 1월 22일 | 독일 중순양함 아드미랄 히퍼에 의해 침몰, 1940년 4월 8일                     |
| 그래프턴             | 존 I. 소니크로프트 앤 컴퍼니, 울스턴   | 1934년 8월 30일 | 1935년 9월 18일  | 1936년 3월 20일 | German submarine U-62에 의해 침몰, 1940년 5월 29일                          |
| 그레네이드           | 알렉산더 스테픈 앤 선즈, 린토스        | 1934년 10월 3일 | 1935년 11월 12일 | 1936년 3월 28일 | 독일 항공기에 의해 침몰, 1940년 5월 29일                                    |
| 그렌빌 (전대 지휘함) | 야로 앤 컴퍼니, 스코츠턴               | 1934년 9월 29일 | 1935년 8월 15일  | 1936년 7월 1일  | 기뢰에 의해 침몰, 1940년 1월 19일                                           |
| 그레이하운드         | 비커스 암스트롱스, 배로인퍼니스        | 1934년 9월 20일 | 1935년 8월 15일  | 1936년 2월 1일  | 독일 항공기에 의해 침몰, 1941년 5월 22일                                    |
| 그리핀               | 비커스 암스트롱스, 배로인퍼니스        | 1934년 9월 20일 | 1935년 8월 15일  | 1936년 3월 6일  | RCN으로 이전, 1943년 3월 1일; 1946년 8월 해체                               |

#### H급

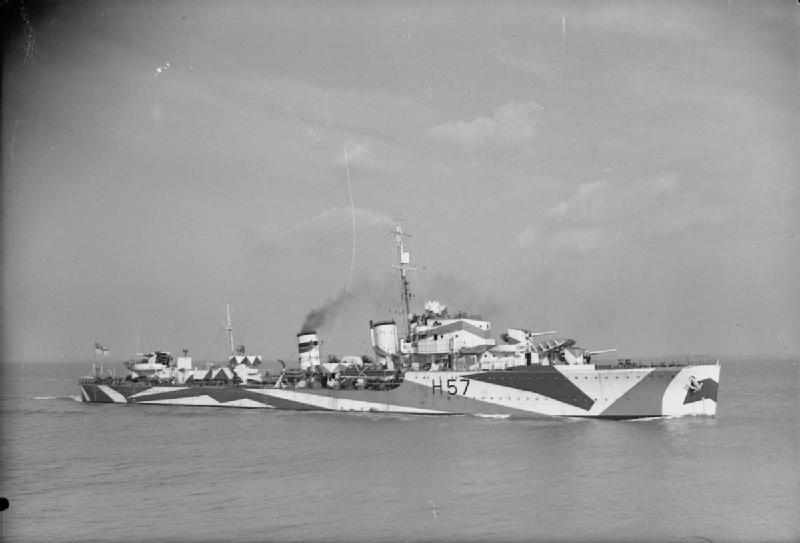
히어로, 히어워드, 그리고 전 브라질 함선에 장착된 각진 선교 전면을 보여주는 현란 위장무늬의 헤스퍼스

| 함선               | 건조사                                 | 기공            | 진수            | 완성             | 운명                                                 |
| ------------------ | -------------------------------------- | --------------- | --------------- | ---------------- | ---------------------------------------------------- |
| 하디 (전대 지휘함) | 캐멀 레어드 앤 컴퍼니, 버컨헤드        | 1935년 5월 30일 | 1936년 4월 7일  | 1936년 12월 11일 | 독일 구축함에 의해 침몰, 1940년 4월 10일             |
| 헤이스티           | 윌리엄 데니 앤 브라더스, 덤버턴        | 1935년 4월 15일 | 1936년 5월 5일  | 1936년 11월 11일 | 독일 에스보트에 의해 침몰, 1942년 6월 15일           |
| 해벅               | 윌리엄 데니 앤 브라더스, 덤버턴        | 1935년 5월 15일 | 1936년 7월 7일  | 1937년 1월 16일  | 좌초 및 난파, 1942년 4월 6일                         |
| 히어워드           | 비커스 암스트롱스, 워커                | 1935년 2월 28일 | 1936년 3월 10일 | 1936년 12월 9일  | 독일 항공기에 의해 침몰, 1941년 5월 28일             |
| 히어로             | 비커스 암스트롱스, 워커                | 1935년 2월 28일 | 1936년 3월 10일 | 1936년 10월 21일 | RCN으로 이전, 1943년 11월 15일, 1946년 해체          |
| 호스틸             | 스코츠 조선 및 엔지니어링 회사, 그리녹 | 1935년 2월 27일 | 1936년 1월 24일 | 1936년 9월 10일  | 기뢰에 의해 심각하게 손상되어 자침, 1940년 8월 23일  |
| 핫스퍼             | 스코츠 조선 및 엔지니어링 회사, 그리녹 | 1935년 2월 27일 | 1936년 3월 23일 | 1936년 12월 29일 | 1948년 11월 23일 도미니카 해군에 매각, 1972년 해체   |
| 헌터               | 스완 헌터, 월센드                      | 1935년 3월 27일 | 1936년 2월 25일 | 1936년 9월 30일  | 독일 구축함에 의해 침몰, 1940년 4월 10일             |
| 하이페리온         | 스완 헌터, 월센드                      | 1935년 3월 27일 | 1936년 4월 8일  | 1936년 12월 3일  | 기뢰에 의해 심각하게 손상되어 자침, 1940년 12월 22일 |

#### 하반트급
이 여섯 척의 함선은 브라질 해군이 주문했지만, 제2차 세계 대전 발발 시 영국 왕립 해군에 징발되었다. 이들은 일반적으로 H급에 포함된다.
| 함선                            | 건조사                               | 기공            | 진수             | 완성             | 운명                                                                                 |
| ------------------------------- | ------------------------------------ | --------------- | ---------------- | ---------------- | ------------------------------------------------------------------------------------ |
| 하베스터 (전 핸디, 전 주루아)   | 비커스 암스트롱스, 배로              | 1938년 6월 3일  | 1939년 9월 29일  | 1940년 5월 23일  | German submarine U-432에 의해 침몰, 1943년 3월 11일                                  |
| 하반트 (전 자바리)              | J. 사무엘 화이트, 카우즈             | 1938년 3월 30일 | 1939년 7월 17일  | 1939년 12월 19일 | 독일 항공기에 의해 심각하게 손상되어 자침, 1940년 6월 1일                            |
| 하벨록 (전 주타히)              | J. 사무엘 화이트, 카우즈             | 1938년 5월 31일 | 1939년 10월 16일 | 1940년 2월 10일  | 1946년 10월 31일 해체                                                                |
| 헤스퍼스 (전 하티, 전 주루에나) | 존 I. 소니크로프트 앤 컴퍼니, 울스턴 | 1938년 7월 6일  | 1939년 8월 1일   | 1940년 1월 22일  | 1947년 5월 15일 해체                                                                 |
| 하이랜더 (전 재규어리베)        | 존 I. 소니크로프트 앤 컴퍼니, 울스턴 | 1938년 9월 28일 | 1939년 10월 19일 | 1940년 3월 18일  | 1946년 5월 27일 해체                                                                 |
| 허리케인 (전 자푸라)            | 비커스 암스트롱스, 배로              | 1938년 6월 3일  | 1939년 9월 29일  | 1940년 6월 21일  | German submarine U-415에 의해 심각하게 손상, 1943년 12월 24일, 1943년 12월 25일 자침 |

### 아르헨티나 해군
아르헨티나 해군을 위해 부에노스아이레스급급 7척이 건조되었으며, 1938년에 인도되었다. 이들은 비커스 암스트롱스 (배로), 캐멀 레어드 및 존 브라운 앤 컴퍼니 (클라이드뱅크)에 의해 건조되었다. 1941년 충돌 후 한 척이 손실되었지만, 나머지 함선은 1970년대 초 해체될 때까지 운용되었다.

### 브라질 해군
브라질은 1938년 영국에 주루아급 6척을 주문했다. 이 함선들은 1939년 전쟁 발발 시 영국이 구매했으며, 위에 설명되어 있다. 브라질은 리우데자네이루의 일랴 다스 코브라스 조선소에서 토착 구축함인 아크레급급을 생산하기로 결정했다. 이 설계는 영국이 제공한 H급 설계도를 기반으로 했지만, 미국에서 제공한 포와 기계류를 사용했다. 1940년에 기공되었지만, 이 함선들은 1949년부터 1951년까지 완공되지 않았다.

### 그리스 왕립 해군
G급의 개조형 두 척은 1930년대 후반 야로에 의해 그리스 왕립 해군 (RHN)을 위해 건조되었다. 이 함선들은 독일제 127-밀리미터 (5 in) 포와 37-밀리미터 (1.5 in) 대공포가 장착되었다. 추가 상부 무게를 보상하기 위해 이 함선들의 어뢰 발사관 수는 두 개 줄었다. 무장 설치는 독일이 영국으로 무기를 선적하는 것을 거부했기 때문에 그리스에서 수행되었다. 요르요스 1세 왕의 이름을 딴 바실레프스 요르요스는 그리스-이탈리아 전쟁 중 RHN에서 복무했다. 독일 항공기에 의해 손상된 이 함선은 살라미나섬 해군 조선소에 도착하여 수리를 위해 건선거에 들어갔으며, 독일 공습 중 추가 손상을 입은 후 나포를 막기 위해 최종적으로 자침되었다. 독일군은 이 함선을 인양하여 수리하고 1942년 3월 21일 헤르메스 (ZG3)로 전쟁해군에 취역했다. 헤르메스는 1943년 4월 30일 튀니지의 본 곶 해상에서 심각하게 손상되었고, 1943년 5월 7일 자침되었다. 올가 왕비의 이름을 딴 바실리사 올가는 그리스-이탈리아 전쟁 중 RHN에서 복무했다. 다른 함선들과 함께 이 함선은 1941년 5월 알렉산드리아로 탈출하여 연합군에 합류했다. 1943년 9월 26일 레로스의 라키 만에 정박 중 독일 항공기에 의해 손실되었다.

## 활동

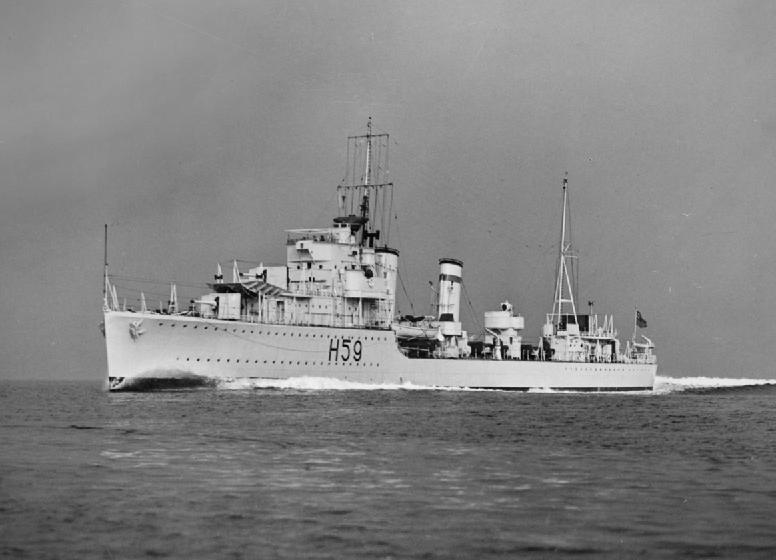
해상에 있는 갈런트, 1938년 4월 28일

그렌빌과 G급은 제2차 세계 대전이 시작되기 전 대부분의 시간을 지중해 함대의 제1 구축함 전대 (DF)에 배속되어 보냈으며, 1936년부터 1939년까지 스페인 내전 중 여러 차례 중립 순찰을 수행했다. 폭뢰의 조기 폭발 후 몰타에서 수리 중이던 갈런드를 제외하고, 이탈리아가 전쟁에 참전하지 않을 것이 분명해진 후 10월~11월에 귀국했다. 하디와 H급 함선은 제2 구축함 전대에 배속되었으며, 취역 후 유사한 임무를 위해 지중해의 G급 함선과 합류했다.
서방 접근 사령부에 몇 주 동안 배속된 후, 제1 DF는 하위치의 노르 사령부에 배속되었지만, 일부 함선은 제22 구축함 전대로 이전되어 호위 및 순찰 임무를 부여받았다. 집시는 1939년 11월 21일 기뢰에 부딪혀 침몰했으며, 그렌빌도 1940년 1월 19일에 마찬가지였다. 제1 DF와 달리, 제2 DF는 서아프리카 프리타운의 K 부대로 이전되어 독일 상선 파괴함을 찾도록 도왔다. 일부 함선은 나중에 버뮤다와 서인도 제도로 이전되어 호위 및 순찰 임무를 수행했다. 이들은 1월에 영국으로 돌아와 몇 달 동안 재정비를 거쳤다.
취역 후 핸디와 하티는 하디와의 혼동을 피하기 위해 각각 하베스터와 헤스퍼스로 개명되었다. 하반트급 구축함은 처음에는 대잠 순찰 및 호위 임무를 위해 서방 접근 사령부에 배속된 제9 구축함 전대를 구성했다. 독일의 베저위붕 작전으로 인한 노르웨이 전역은 하반트, 헤스퍼스, 하벨록이 노르웨이 전역 중 본국 함대를 보강하기 위해 분리되었다.
갈런드, 그래프턴, 갈런트, 헤이스티, 히어워드는 노르웨이 전역 초기에 수리 중이거나 재정비 중이어서 4월의 나르비크 해전에 참여하지 않았다. 나머지 함선은 이 시기에 본국 함대에 배속되었다. 글로우웜은 4월 8일 심한 폭풍 속에서 순양전함 르나운에서 분리되어 독일 중순양함 아드미랄 히퍼와 여러 척의 구축함을 만났다. 영국 구축함은 이탈할 수 없었고, 아드미랄 히퍼를 충각한 후 침몰되었다. 하디, 해벅, 호스틸, 핫스퍼, 헌터는 4월 10일 제1차 나르비크 해전에 참여했다. 이들은 하디와 헌터의 손실과 교환하여 독일 구축함 두 척을 격침시켰고, 핫스퍼는 심하게 손상되었다. 같은 날, 히어로는 노르웨이 해안에서 German submarine U-50을 격침시켰으며, 3일 후 제2차 나르비크 해전에 참여한 유일한 G급 또는 H급 구축함이었다. 그리핀과 헤이스티는 월말에 남소스와 온달스네스에서 연합군 병력 철수를 지원했다. 하벨록은 6월 알파벳 작전을 수행하는 수송선을 나르비크에서 호위했다. 갈런드는 수리가 끝난 후 5월에 폴란드 해군에 대여되었고, 9월에 서방 접근 사령부로 이전될 때까지 몰타와 알렉산드리아, 이집트 사이의 선단을 호위하며 지중해에 머물렀다.
5월 중순, 제2 DF는 호스틸, 하이페리온, 히어로, 히어워드, 해벅, 헤이스티가 배속되어 지중해로 이전되었다. 그 달 말, 나머지 G급 및 하반트급 함선 중 다수가 다이나모 작전에 참여했다. 그래프턴은 5월 29일 어뢰 공격을 받은 구축함 웨이크풀의 생존자를 구조하던 중 U-62에게 어뢰 공격을 받아 구축함 아이반호에 의해 자침되어야 했다. 그날 늦게 그레네이드는 독일 폭탄에 맞아 불이 붙은 후 폭발했다. 3일 후인 6월 1일, 하반트는 독일 폭격기에 의해 공격을 받은 후 자침되었다. 갈런트와 그레이하운드는 됭케르크에서 병력을 철수하던 중 손상되었다. 하베스터는 사이클 작전 중 생발레리앙코에서 더 많은 병력을 철수하는 데 도움을 주었고, 그리핀, 하이랜더, 하벨록과 함께 에리얼 작전, 생나제르와 생장드뤼즈에서 연합군 병력 철수에 참여했다.
제2 DF의 대부분의 함선은 7월 7~8일 결론 없는 칼라브리아 해전에 참여했다. 거의 2주 후, 헤이스티, 히어로, 하이페리온, 해벅은 호주 경순양함 틀:HMAS를 호위하던 중 이탈리아 경순양함 두 척을 만났고, 스파다 곶 해전에서 그 중 한 척을 침몰시켰다. 이들 함선은 연말까지 선단과 지중해 함대의 함선을 호위했지만, 호스틸은 8월 23일 이탈리아 기뢰에 부딪혀 침몰했고, 하이페리온은 12월 22일 Italian submarine Serpente에 의해 침몰되었다. 핫스퍼는 7월 지브롤터의 H 부대를 지원하는 제13 구축함 전대에 배속되었다. 그녀는 곧 갈런트, 그레이하운드, 그리핀과 합류했다. 후자 두 척은 9월 비시 프랑스 세력에 대항하는 다카르 해전 중 H 부대를 호위했다. 해벅과 헤이스티는 10월 2일 키레나이카 해안에서 Italian submarine Berillo를 격침시켰으며, 갈런트, 그리핀, 핫스퍼는 10월 18일 Italian submarine Lafolè를 격침시켰다. 이제 지중해 함대의 제14 구축함 전대에 배속된 갈런트, 그레이하운드, 그리핀은 히어로, 히어워드와 함께 11월 27일 결론 없는 스파르티벤토 곶 해전에 참여했다.

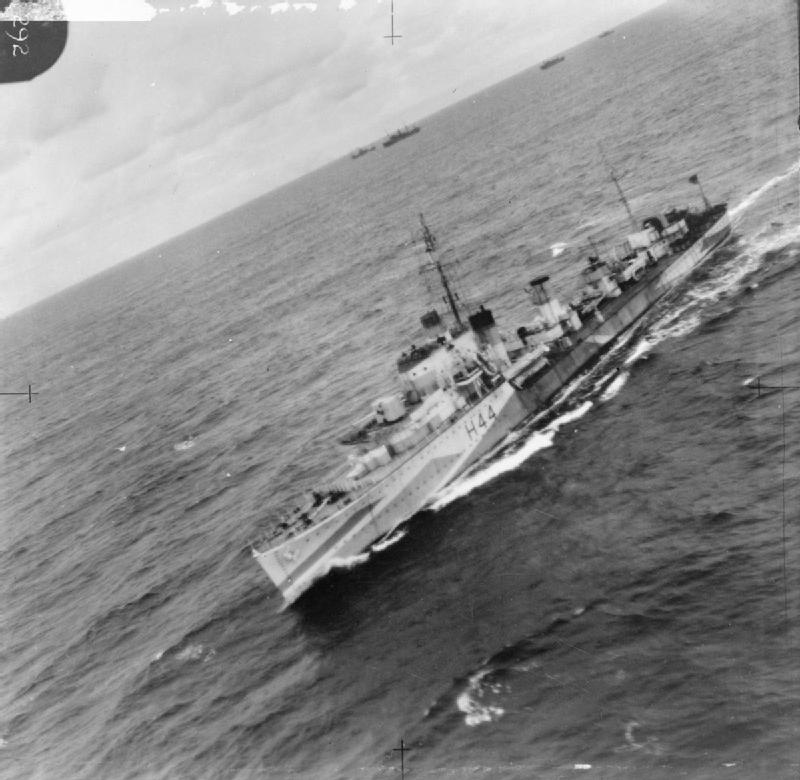
1942년 해상에 있는 하이랜더의 공중 모습

제9 DF는 7월부터 9월까지 서방 접근 사령부 (WAC)로 복귀한 후, 가능한 침공 (바다사자 작전)에 대응하여 몇 주 동안 잠시 포츠머스 사령부로 이전되었다. 이들은 월말 전에 WAC로 복귀했으며, 하베스터와 하이랜더는 10월 30일 U-32를 격침시켰다. 1940년 11월, 제9 DF는 제9 호위 그룹으로 재지정되었다. 하반트급은 1941년 긴 재정비를 시작할 때까지 호위 임무를 계속 수행했다.
갈런트, 그레이하운드, 그리핀은 1월 10일 몰타행 선단을 호위하던 중 전자가 뱃머리를 날려버린 기뢰에 부딪혔다. 그리핀은 승무원을 구조했고 함선은 몰타로 예인되었다. 수리는 1942년 6월까지 걸릴 것으로 예상되었지만, 1942년 4월 5일 공습 중 해변해야 한 후 건설 전손으로 판정되어 장비가 해체되었다. 1월 19일, 그레이하운드는 그녀가 호위하던 선단의 함선 중 하나를 어뢰 공격한 후 Italian submarine Neghelli를 격침시켰다. 두 달 후인 3월 6일, 그녀는 Italian submarine Anfitre를 격침시켰다. 그레이하운드, 그리핀, 핫스퍼, 헤이스티, 해벅, 히어워드는 3월 27~28일 마타판곶 해전에 참여했다. 그레이하운드는 두 달 후인 5월 22일 크레타 해상에서 독일 급강하폭격기에 의해 침몰되었다. 히어워드는 일주일 후 비슷한 운명을 맞았다. 핫스퍼, 해벅, 히어로, 헤이스티도 5월 그리스 및 크레타 철수에 참여했다. 후자 세 척은 6월 시리아-레바논 전역 중 연합군을 지원했다. 그리핀과 함께 이들 H급 함선 네 척은 7월부터 알렉산드리아에서 투브루크까지 선단을 호위하기 시작했으며, 가끔 몰타행 선단도 호위했고, 나머지 해의 대부분 동안 계속 그렇게 했다. 헤이스티와 핫스퍼는 12월 23일 투브루크에서 귀환하던 중 U-79를 격침시켰다.
갈런드와 살아남은 다섯 척의 하반트급은 타이거 작전, 5월의 지중해 선단 호위에 하베스터, 하벨록, 헤스퍼스가 호위한 것과 같은 짧은 전환을 제외하고는 대부분의 해를 대서양에서의 선단 호위 임무에 보냈다. 7월 스피츠베르겐 기습에 갈런드가 참여한 것도 마찬가지이다. 허리케인은 5월 독일 폭탄에 심하게 손상되어 수리에 나머지 해를 모두 소요했다.
헤스퍼스는 1941년 12월 지브롤터 해협의 대잠 방어를 위해 H 부대로 이전되었으며, 1942년 1월 15일 U-93를 충각하여 격침시켰다. 1942년 3월, 하반트급 구축함은 1942년 겨울부터 1943년 겨울까지 중부대양 호위 부대의 그룹 리더로 지정되었다. 갈런드는 5월 무르만스크행 PQ 16 선단의 호위 부대에 배속되었으며, 그 동안 독일 폭격기에 의해 손상되었다. 수리 후, 그녀는 북대서양의 의자매함과 합류했다. 12월 26일, 헤스퍼스는 U-357를 충각하여 격침시켰다.
그리핀과 핫스퍼는 1942년 2월 동방 함대로 이전되었다. 해벅, 헤이스티, 히어로는 3월 22일 제2차 시르테 만 해전에 참여했으며, 그 동안 전자가 손상되었다. 몰타에서 수리 중, 그녀는 추가 손상을 입었고, 더 안전한 환경에서 수리를 위해 지브롤터로 이동하라는 명령을 받았다. 이동 중, 그녀는 4월 5/6일 밤 항해 오류로 인해 튀니지 해안에서 좌초하여 나포를 막기 위해 파괴되어야 했다. 구축함 에리제와 허워스와 함께 히어로는 5월 28일 U-568를 격침시켰다. 6월 알렉산드리아에서 몰타까지의 선단인 비거러스 작전의 호위대를 보강하기 위해 그리핀과 핫스퍼는 일시적으로 자매함과 합류하기 위해 소환되었다. 임무 중, 헤이스티는 독일 에스보트에게 어뢰 공격을 받아 6월 15일 핫스퍼에게 자침되어야 했다. 10월 30일, 히어로는 다른 다섯 척의 구축함과 제42 비커스 웰즐리 폭격기 편대의 비커스 웰즐리 폭격기와 함께 U-559 격침에 대한 공로를 공유했다. 그리핀은 같은 달에 귀국하여 호위 구축함으로 개조를 시작했다. 갈런드는 1943년 12월 프리타운과 지브롤터 사이의 선단을 호위하기 시작할 때까지 북대서양에 머물렀다.
핫스퍼와 히어로는 본국으로 보내져 1943년 초 호위 구축함으로 개조되었다. 그리핀과 히어로는 1943년 3월과 11월에 캐나다 왕립 해군으로 이전되어 각각 오타와와 쇼디에르로 개명되었다. 핫스퍼는 1944년 10월까지 계속된 개조가 완료된 후 WAC에서 호위 임무를 시작했다. HX 228 선단을 호위하던 중, 하베스터는 3월 10일 U-444를 충각했지만, 그 과정에서 무력화되어 프랑스 코르벳 아코니트가 잠수함을 마무리했다. 다음 날, 하베스터는 U-432에 의해 침몰되었고, 이는 다시 아코니트에 의해 침몰되었다. 헤스퍼스는 4월 23일 U-191와 5월 12일 U-186를 격침시켰다. 헤스퍼스는 1945년 1월 영국으로 이전될 때까지 북대서양에서 선단을 계속 호위했다. 하이랜더와 허리케인도 호위 임무를 계속 수행했지만, 후자 함선은 12월 24일 U-415에 의해 어뢰 공격을 받아 다음 날 왓치맨에 의해 자침되어야 했다.

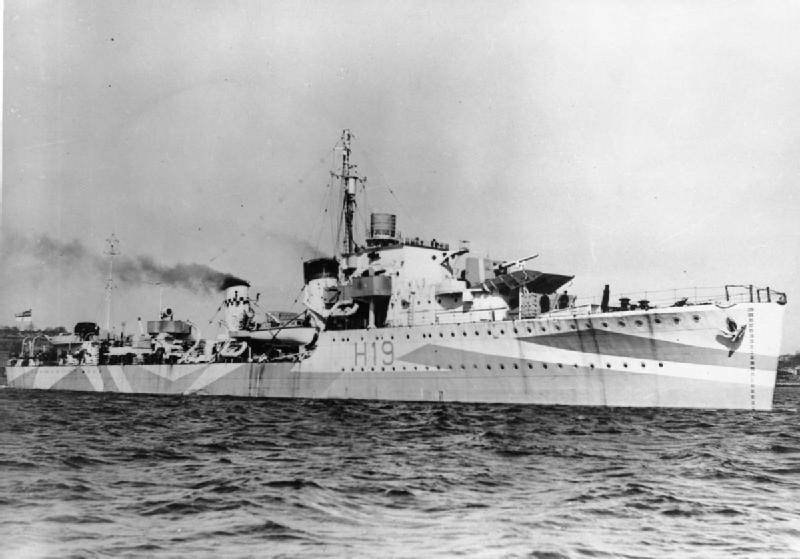
1942년 하베스터, 'A' 포 대신 헤지호그와 선교 위에 Type 271 레이더가 장착됨

갈런드는 1944년 4월 지중해로 이전되어 9월 19일 U-407를 격침시켰다. 그녀는 11월에 긴 재정비를 시작했으며, 전쟁이 끝났을 때 정비를 거의 마쳤을 뿐이었다. 하벨록, 오타와, 쇼디에르는 1944년 5월 오버로드 작전 준비를 위해 영국으로 이전될 때까지 북대서양에서 선단을 호위했다. 쇼디에르와 HX 280 선단의 호위대는 3월 6일 U-744를 격침시켰다. 오타와는 1944년 독일 잠수함 세 척을 격침시켰다. 7월 6일 틀:코르벳 스태티스와 함께 U-678, 8월 16일 쇼디에르와 함께 U-621, 이틀 후에도 쇼디에르와 함께 U-984를 격침시켰다.
오타와, 쇼디에르, 핫스퍼도 1944년 후반에 시작된 긴 정비를 거쳤다. 후자는 1945년 3월에 완료되었으며, 그 후 전쟁이 끝날 때까지 아일랜드해를 순찰했으며, 오타와는 2월에 정비가 완료된 후 북대서양으로 복귀했다. 그러나 쇼디에르는 전쟁이 끝날 때까지 완료되지 않았다. 하이랜더는 4월 15일 작은 빙산에 부딪혀 뱃머리의 수중 부분이 찌그러졌고, 다음 3개월 동안 수리 중이었다. 하벨록과 헤스퍼스는 제201 영국 왕립 공군 편대의 항공기 지원을 받아 4월 30일 아일랜드 해협에서 U-242를 격침시켰다.

### 전후
살아남은 함선들은 5월에 전쟁이 끝났을 때 본질적으로 구식화되고 닳아빠진 상태였다. 오타와는 10월에 퇴역하기 전 캐나다 병력을 본국으로 수송하는 여러 차례 항해를 했다. 이 함선은 1946년에 해체용으로 매각되었지만, 실제로 해체된 것은 1950년이 되어서였다. 쇼디에르는 캐나다 구축함 중 가장 상태가 좋지 않았고 8월에 퇴역했지만, 자매함처럼 1950년까지 해체되지 않았다. 갈런드는 전쟁이 끝난 직후 네덜란드와 벨기에 도시에 식량과 기타 보급품을 수송했으며, 1946년 8월 예비함으로 줄어들 때까지 본국 함대의 일부였다. 그녀는 1947년 11월 네덜란드 왕립 해군에 구매되어 마르닉스로 개명되었고, 1964년까지 연습선이 되었다. 핫스퍼는 1948년까지 복무했으며, 그 후 도미니카 공화국에 매각되어 트루히요로 개명되었다. 1962년에 두아르테로 개명되었고, 이 함선은 1972년에 해체용으로 매각되었다. 하브록과 헤스페러스는 5월에 노르웨이 망명 정부를 노르웨이로 호위한 후 각각 1946년 말과 1947년에 해체되기 전까지 표적함 역할을 했다. 자매함과 마찬가지로 하이랜더는 수리가 완료된 후 표적함으로 사용되었으며 1947년 5월부터 폐기되었다.

## 참고 문헌
- Campbell, John (1985). 《Naval Weapons of World War II》. Annapolis, Maryland: Naval Institute Press. ISBN 0-87021-459-4.
- Campbell, N. J. M. (1980). 〈Great Britain〉.   Chesneau, Roger. 《Conway's All the World's Fighting Ships 1922–1946》. New York: Mayflower Books. 2–85쪽. ISBN 0-8317-0303-2.
- Dickens, Peter (1972). 《HMS Hesperus》. Windsor, UK: Profile Publications. OCLC 33077697.
- Douglas, W. A. B.; Sarty, Roger; Michael Whitby; Robert H. Caldwell; William Johnston; William G. P. Rawling (2002). 《No Higher Purpose》. The Official Operational History of the Royal Canadian Navy in the Second World War, 1939–1943 2. Part 1. St. Catharines, Ontario: Vanwell. ISBN 1-55125-061-6.
- English, John (1993). 《Amazon to Ivanhoe: British Standard Destroyers of the 1930s》. Kendal, England: World Ship Society. ISBN 0-905617-64-9.
- Evans, Arthur S. (2010). 《Destroyer Down: An Account of HM Destroyer Losses 1939–1945》. Barnsley, UK: Pen & Sword Maritime. ISBN 978-1-84884-270-0.
- Friedman, Norman (2009). 《British Destroyers From Earliest Days to the Second World War》. Annapolis, Maryland: Naval Institute Press. ISBN 978-1-59114-081-8.
- Hodges, Peter; Friedman, Norman (1979). 《Destroyer Weapons of World War 2》. London: Conway Maritime Press. ISBN 0-87021-929-4.
- Lenton, H. T. (1998). 《British & Empire Warships of the Second World War》. Annapolis, Maryland: Naval Institute Press. ISBN 1-55750-048-7.
- Roberts, John (1980). 〈Greece〉.   Chesneau, Roger. 《Conway's All the World's Fighting Ships 1922–1946》. New York: Mayflower Books. 404–406쪽. ISBN 0-8317-0303-2.
- Rohwer, Jürgen (2005). 《Chronology of the War at Sea 1939–1945: The Naval History of World War Two》 Thi Revis판. Annapolis, Maryland: Naval Institute Press. ISBN 1-59114-119-2.
- Scheina, Robert L.; Smigielski, Adam (1995). 〈Dominican Republic〉.   Chumbley, Stephen. 《Conway's All the World's Fighting Ships 1947-1995》. Annapolis, Maryland: Naval Institute Press. ISBN 1-55750-132-7.
- Whitley, M. J. (1988). 《Destroyers of World War Two: An International Encyclopedia》. Annapolis, Maryland: Naval Institute Press. ISBN 0-87021-326-1.
- Winser, John de D. (1999). 《B.E.F. Ships Before, At and After Dunkirk》. Gravesend, UK: World Ship Society. ISBN 0-905617-91-6.